# San José de Jáchal
San José de Jáchal (comumente conhecida apenas como "Jáchal") é um município localizado no nordeste da província de San Juan, oeste da Argentina. Está a 153 km a norte da cidade de San Juan, capital da província. É a sede do departamento de Jáchal.
Foi fundada em 25 de Junho de 1571 por Juan de Echegaray.
Está localizada ao longo da Ruta 40, rodovia que corta o país na direção norte-sul, e também na margem sul do Río Jáchal. Segundo censo de 2001, tem uma população de 10.993 habitantes, sendo assim a 5ª maior cidade da província. A atividade econômica de destaque é a agricultura, principalmente a cultura de cebolas.